# Joy – 1 1/2 Stunden wilder Lust
Joy ist ein französischer Erotikfilm des italienischen Regisseurs Sergio Bergonzelli mit der Hauptdarstellerin Claudia Udy aus dem Jahr 1983. Die Geschichte des aufwändig in Paris, Mexiko und New York gedrehten Films beruht auf einer französischen Reihe erotischer Romane, die unter dem Pseudonym von Joy Laurey erschienen waren. Der Film ist im Stil und in der typisch französischen Optik der von Just Jaeckin ab 1974 geschaffenen erotischen Emmanuelle-Filme gedreht. Er gehört zu den wenigen Filmen dieser Zeit und dieses Genres mit einer einfachen, aber immerhin stringenten Geschichte ohne logische Brüche. Joy enthält auch eine Reihe surrealer Szenen, in denen die Hauptfigur ihre Phantasien auslebt.

## Handlung
Im Mittelpunkt des Films steht das Pariser Fotomodell Joy. In einer 1980er-Jahre-Atmosphäre driftete sie in und aus Beziehungen und durch gelegentliche sexuelle Abenteuer. Sie glaubt, dass die Ursache für dieses Umherschweifen der frühe Verlust ihres Vaters ist. In einer Kunstgalerie wird sie von Marc, einem älteren Mann, verführt, mit dem sie eine Beziehung beginnt. Die Beziehung wird unterbrochen, als Joy für ein Photoshooting in Mexiko gebucht wird. Diese erotischen Bilder werden für eine Anzeigenkampagne verwendet, die in Amerika eine heftige und kontroverse Debatte auslöst. Diese Debatte macht das Modell bekannt und führt zu einer Einladung nach New York und dem Angebot zu einer amerikanischen Fernsehserie. Nach Joys Rückkehr nach Paris ist ihre Beziehung zu Marc gespannt, zudem beginnt sie von ihm die Erfüllung ihrer besonderen erotischen Wünsche zu fordern.

## Sex und Erotik, Darstellung
Der Film enthält kurze Sexszenen der Hauptdarstellerin mit einem Partner und ebenso lange, aufwendige Szenen, deren Maximum mit der Darstellung einer Orgie in einer Diskothek mit Dutzenden Teilnehmern erreicht wird. Die Hauptdarstellerin (die US-amerikanische Schauspielerin Claudia Udy) lieferte nach Aussagen der Kritik eine überraschend gute Leistung und habe sowohl in den Dialog-Szenen wie in den Sex-Szenen überzeugt.
Insgesamt wird die Hauptfigur als stark und unabhängig dargestellt, die ihr Leben im Griff hat und weitgehend die erotische Kontrolle über ihre Sexpartner ausübt. Diese Darstellung steht allerdings in deutlichem Widerspruch zur Fortsetzung Joy et Joan von 1985. Hier wird die Figur nicht nur zum Quickie benutzt und an andere Männer „weitergereicht“, sondern unter anderem auch mit Drogen betäubt, entführt, vergewaltigt.

## Fortsetzung
Da Joy sehr erfolgreich lief, ließ Produzent Benjamin Simon bald eine Fortsetzung Joy und Joan (Joy et Joan) mit Brigitte Lahaie als Joy folgen, das aber nur lose an Joy anschloss und auch statt der stringenten Geschichte des Vorgängers im Episoden-Stil von Joe D’Amatos Black Emanuelle-Reihe erzählt, eher den Schwerpunkt auf lesbischen Sex legt.